# Марин, Рафа
Рафаэль Марин Самора (исп. Rafael Marín Zamora; родился 19 мая 2002, Кармона) — испанский футболист, центральный защитник итальянского клуба «Наполи», выступающий на правах аренды за «Вильярреал».

## Клубная карьера
Марин — воспитанник команд «Алколеа», «Сентро Историко» и «Севилья», в 2016 году он попал в академию мадридского «Реала». 2 мая 2021 года дебютировал за фарм-клуб «Реал Мадрид Кастилья», выйдя на замену в матче Первого дивизиона RFEF против «Бадахос».
28 июля 2023 года Марин перешёл в клуб Ла Лиги «Алавес» на правах аренды до конца сезона 2023/24. 14 августа 2023 года дебютировал в чемпионате Испании в матче против «Кадиса», проведя на поле все 90 минут.

## Карьера в сборной
Выступал за сборные Испании до 17, до 18 лет и до 21 года.

## Достижения
«Наполи»
- Чемпион Италии: 2024/25